# Manuel de Castro Alonso
Manuel de Castro Alonso (Valladolid, 10 de abril de 1864-Burgos, 3 de septiembre de 1944) fue un arzobispo español. Ocupó los cargos de obispo de Jaca (1913-1920), obispo de Segovia (1920-1928) y arzobispo de Burgos (1928-1944).

## Biografía

### Primeros años y formación
Nació en Valladolid en 1864. Cursó sus estudios eclesiásticos en el Seminario de Valladolid y estudios de derecho en la Universidad de Valladolid. Obtuvo los doctorados en Sagrada Teología y en Derecho canónico en la Universidad Pontificia de Valladolid y el doctorado en Derecho civil en la Universidad de Valladolid. Fue ordenado sacerdote el 27 de diciembre de 1885.  

### Vida sacerdotal y docente
Poco después de su ordenación sacerdotal fue nombrado catedrático en la Universidad Pontificia de Valladolid y obtuvo, por oposición, el cargo de canónigo archivero de la catedral de Valladolid.  

### Episcopado
Siendo canónigo de la catedral de Valladolid, en 1913 fue nombrado obispo de Jaca. Vendió una escultura de la portada de la iglesia de San Miguel de Uncastillo al Museo de Boston en 1915. Después de servir en ella siete años, fue traspasado a la diócesis de Segovia, y durante su gobierno en ella creó el Museo Catedralicio de Segovia, el año 1924. Actualmente, muchas de las piezas expuestas en ese museo se conservan en el Palacio Episcopal de Segovia. Finalmente, fue nombrado para la archidiócesis de Burgos, que gobernó entre 1928 y 1944.

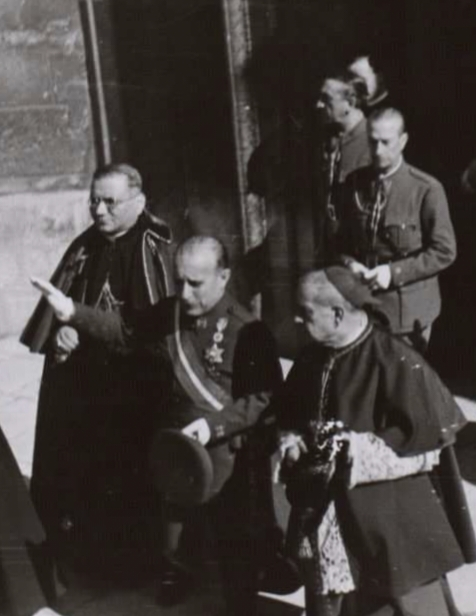
Manuel de Castro Alonso (derecha) sale de la catedral de Burgos acompañado del ministro franquista Gómez-Jordana, tras la celebración de un tedeum en acción de gracias por la proclamación de Franco como jefe del Estado, 1 de octubre de 1938.

Fue nombrado procurador para la primera Legislatura de las Cortes Franquistas, en 1943, por designación directa del jefe del Estado, Francisco Franco. Fue también senador por el arzobispado de Zaragoza en 1918 y por el de Valladolid en 1923.

## Sucesión
| Predecesor: Antolín López y Peláez             | Obispo de Jaca 1913 - 1920      | Sucesor: Francisco Frutos Valiente |
| Predecesor: Remigio Gandásegui y Gorrochátegui | Obispo de Segovia 1920 - 1928   | Sucesor: Luciano Pérez Platero     |
| Predecesor: Pedro Segura y Sáenz               | Arzobispo de Burgos 1928 - 1944 | Sucesor: Luciano Pérez Platero     |

- Datos: Q9028247
- Multimedia: Manuel de Castro Alonso / Q9028247